# Shakhram Giyasov
Shakhram Giyasov (7 de julho de 1993) é um pugilista uzbeque, medalhista olímpico. 

## Carreira
Shakhram Giyasov competiu na Rio 2016, na qual conquistou a medalha de prata no peso meio-médio.